# Äußerer Ölgrubenkopf
De Äußere Ölgrubenkopf is een 2887 meter hoge bergtop in de Kaunergrat in de Ötztaler Alpen in het Oostenrijkse Tirol. De berg ligt hemelsbreed tussen Kaunerberg in het Kaunertal en Zaunhof in het Pitztal.
De berg behoort samen met de Hinterer en Südlicher Ölgrubenkopf tot de zogenaamde Falkauner Ölgrubenköpfe. Deze toppen hebben deze toevoeging ter onderscheiding van de zuidelijker eveneens in de Kaunergrat gelegen Ölgrubenkopf, een naburige top van de Vordere Ölgrubenspitze.